# 伊利尔·霍查
伊利尔·霍查（1949年3月31日—）是阿尔巴尼亚前最高领导人恩维尔·霍查和其妻涅奇米叶·霍查的长子，生于地拉那。1995年，他被监禁；1996年，获释。阿尔巴尼亚民主党当局控制的法庭多次传唤伊利尔作证，目的是挖掘社会主义时期的秘密。1995年，他写了一本回忆录，名为《我的父亲，恩维尔·霍查》，这本书回忆了他父亲去世时的情景、对家庭的影响、他母亲的挣扎以及他父亲去世后对他进行的调查和起诉。在2005年阿尔巴尼亚议会选举中，他作为2002年成立的阿尔巴尼亚劳动党的候选人参选。目前，他是一名商人。